# Peristoom (mossen)

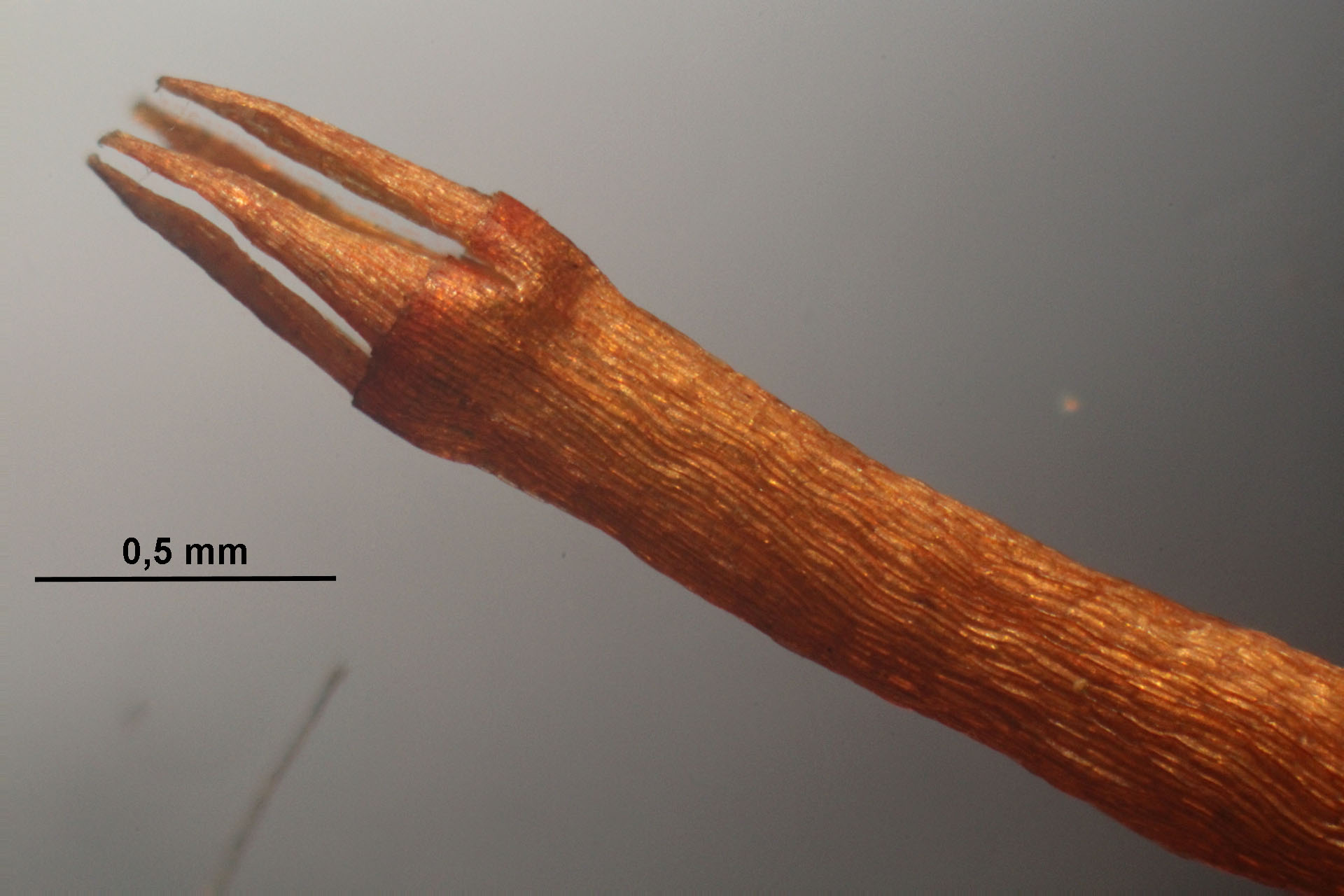
Sporenkapsel van Tetraphis pellucida, viertandmos met een viertandig peristoom

Een peristoom of mondbeslag is een onderdeel van een sporenkapsel (sporangium) van veel bladmossen (Bryopsida). Het dient voor het uitstrooien van de sporen nadat bij rijpheid van de sporen het operculum (dekseltje) van de kapselmond is losgekomen. 

## Voorkomen
Bij levermossen en hauwmossen en bij basale groepen van de mossen komt geen peristoom voor.
Een peristoom komt voor bij (echte) mossen (Bryophyta) maar komt niet voor bij levermossen (Marchantiophyta) en hauwmossen (Anthocerotophyta). Enkele groepen echte mossen hebben geen peristoom, maar de kapsels openen dan op andere wijze. Een peristoom komt voor bij de meeste bladmossen (Bryopsida), maar bij enkele groepen daarbinnen is het peristoom weer verloren gegaan.
De veenmossen (Sphagnaceae) hebben geen peristoom, maar wel den dekseltje. Bij Tetraphis opent het kapsel bij rijpheid met vier grote tanden die op een peristoom lijken. Bij sommige groepen opent het sporenkasel zich door een lange spleet (bij Takakia en Andreaea), door openscheuren of door het vergaan van het kapsel. Op deze manier komen de sporen vrij. 

## Bouw
Ieder peristoom is een krans van driehoekige "tanden", gevormd uit de overblijfselen van dode cellen met verdikte celwanden. Er zijn gewoonlijk 16 van dergelijke tanden in een enkel peristoom, los van elkaar en in staat om zowel naar binnen te vouwen om de stoma te bedekken als naar achteren te vouwen om de stoma te openen. Deze geleding van de tanden wordt arthrodont genoemd en wordt gevonden bij de Bryopsida. In andere groepen mossen is het sporenkapsel nematodont met een dekseltje (zoals bij de Polytrichopsida), of het splijt open en heeft geen dekseltje of peristoomtanden.
| Morfologie en anatomie van de Bryophyta |
| Sporofyt met een peristoom |
| --- |
| - sporofyt - voet - seta, kapselsteel - sporangium, sporenkapsel - nek (collum) - apofyse - kropje (struma) - urn (theca) - mond - operculum (deksel) - peristoom, mondbeslag - voorperistoom, preperistoom (zelden aanwezig) - exostoom (aanwezig bij een dubbel peristoom) - basale membraan - exostoomtanden - endostoom met 8 tanden of een veelvoud daarvan - grondvlies, basale membraan - segmenten (processus) - ciliën, wimpers (cilia) - aanhangsels (appendices) - columella (zuiltje) - huidmondjes (stomata) |

Een peristoom kan bestaan uit verschillende onderdelen, waarvan de kenmerken van groot belang zijn voor de systematiek en bij de determinatie van de mossen. Er zijn twee subtypes van arthrodontous peristoom. De eerste wordt haplolepide genoemd en bestaat uit een enkele krans van 16 peristoomtanden. Het tweede type is het diplolepide peristoom zoals in subklasse Bryidae. Bij dit type zijn er twee kransen van peristoomtanden: een binnenste endostoom en een exostoom. Het endostoom is een gevoelig membraan en de tanden staan afgewisseld met de tanden van het exostoom. Er zijn een paar mossen bij de Bryopsida die geen peristoom in hun sporenkapsel hebben. 

Peristomen bij mossen
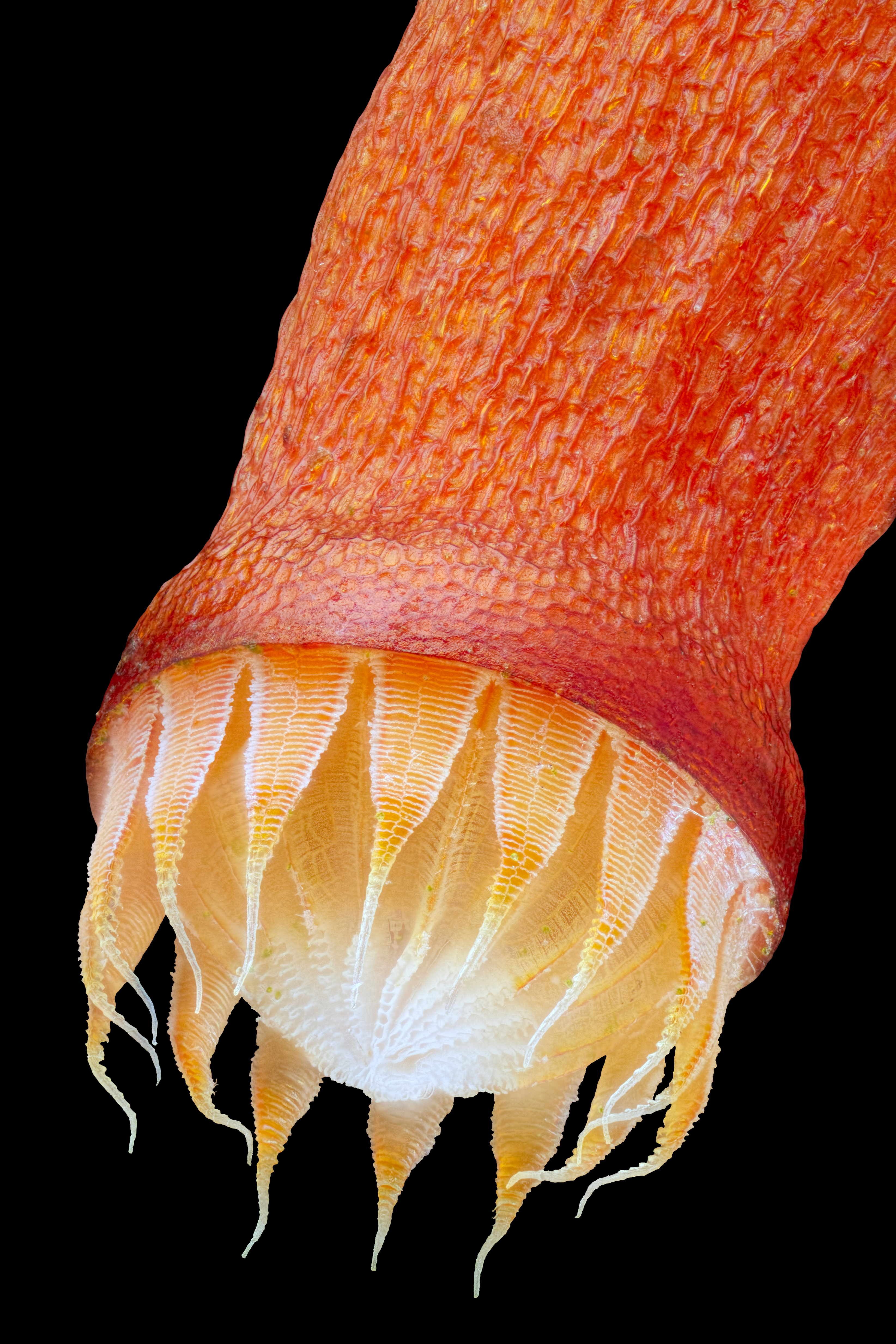
Bryum capillare, gedraaid knikmos
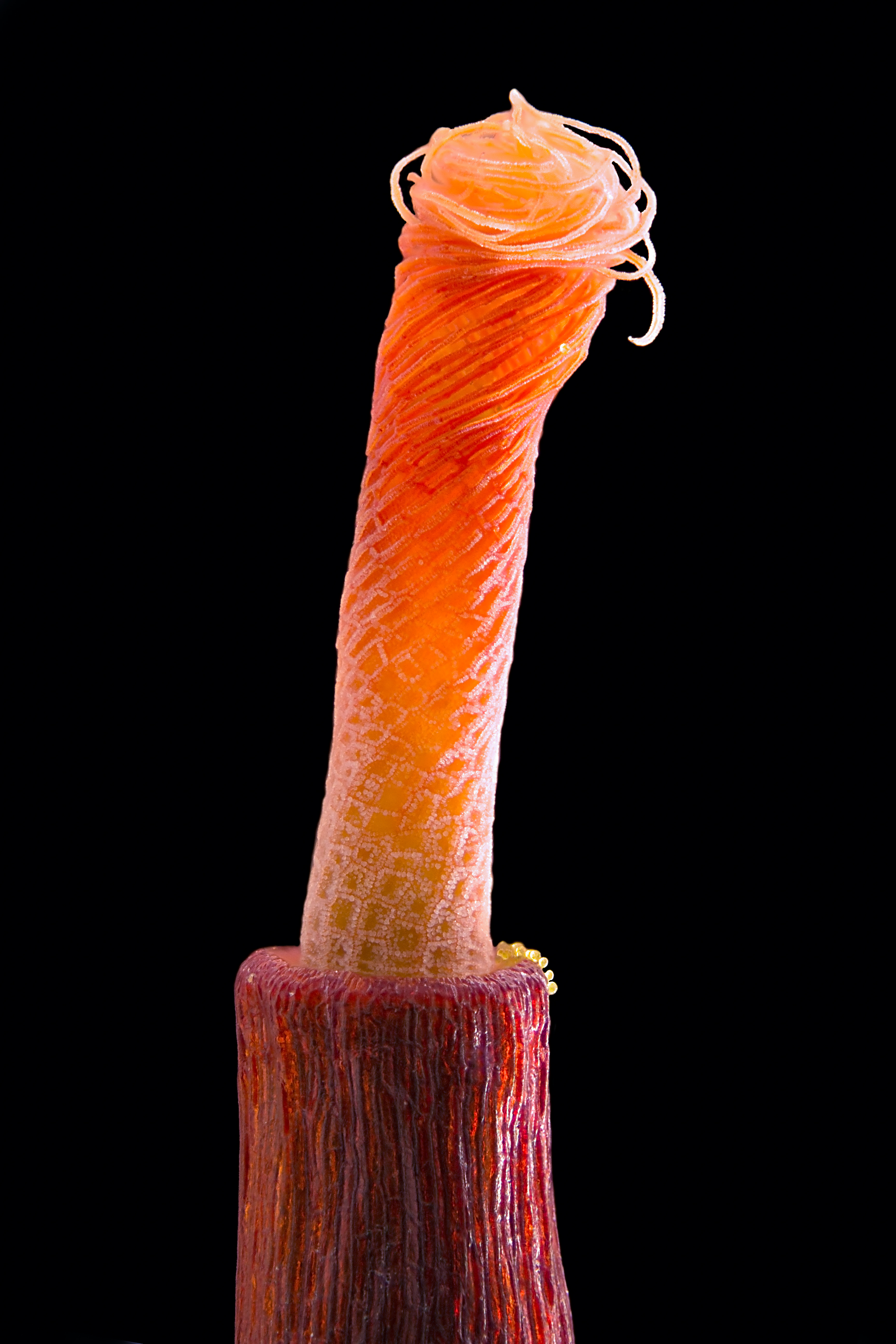
Tortula subulata met gedraaid peristoom
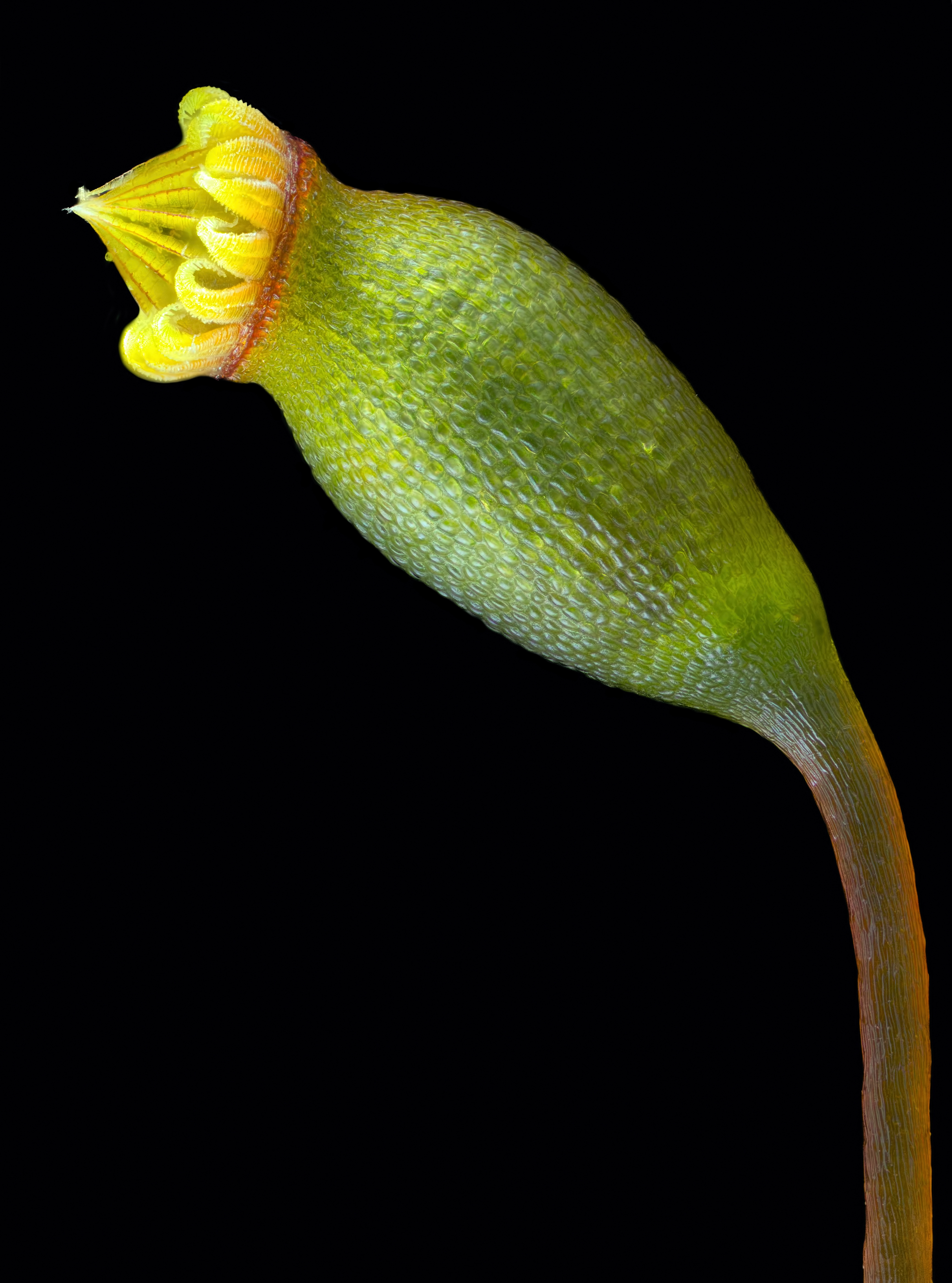
Sematophyllum demissum

In een jong stadium van het kapsel wordt het peristoom bedekt door een operculum (dekseltje). Een uitgegroeid peristoom bestaat uit uit voorperistoom (preperistoom), exostoom en endostoom.